# Hemigraphis sublobata
Hemigraphis sublobata är en akantusväxtart som beskrevs av Adolph Daniel Edward Elmer. Hemigraphis sublobata ingår i släktet Hemigraphis och familjen akantusväxter. Inga underarter finns listade i Catalogue of Life.